# Call of Duty: Advanced Warfare
Call of Duty: Advanced Warfare est un jeu vidéo de tir à la première personne développé par le studio Sledgehammer Games et édité par Activision. Il fait partie de la série Call of Duty et est sorti le 3 novembre 2014 en édition Day Zero et le 4 novembre officiellement.
Le jeu s'est vendu à plus de 7,5 millions d'exemplaires dans le monde une semaine après sa sortie. Trois mois après sa sortie, début février 2015, le jeu s'est vendu à plus de 18 millions d'exemplaires dans le monde.
En outre, le 10 novembre 2014, le site GfK Chart annonce que les ventes du jeu sur sa première semaine avaient dépassé de 14 % les ventes cumulées, sur leur première semaine, des jeux Titanfall, Wolfenstein: The New Order et Destiny au Royaume-Uni, devenant le cinquième Call of Duty le plus rapidement vendu dans le pays. Advanced Warfare est également le jeu le plus streamé de 2014 sur la plateforme Twitch sur sa première semaine avec plus de 75 000 personnes diffusant en direct un total de 5,4 millions d'heures de jeu regardés par un total de 6 millions de spectateurs.
Le 12 décembre 2014, Activision annonce que Advanced Warfare est le jeu le plus vendu de l'année 2014 aux États-Unis et le jeu le plus vendu du mois de novembre pour la sixième année consécutive,.

## Histoire

### Synopsis de la campagne
En 2054, Jack Mitchell (Troy Baker), engagé chez les Marines, est envoyé avec tout un contingent à Séoul en Corée du Sud à la suite d'une attaque de la Corée du Nord. Lors de la mission, il a pour objectif d'implanter un explosif dans une tourelle anti aérienne. Mais son compagnon d'arme Will Irons meurt à cause de l'explosion de la bombe. Mitchell s'en sort mais perd son bras à la suite d'une retombé de projectiles.
Aux funérailles, le père de Will, Jonathan Irons (interprété par Kevin Spacey), offre une seconde chance à Mitchell en lui proposant une place au sein de sa société militaire privée, Atlas. Mitchell accepte et se voit greffer un bras bionique. Il prend part alors aux conflits que la société se charge de régler avec son nouvel allié Gideon, notamment au Nigeria à Lagos où l'équipe doit sauver le premier ministre nigérian et retrouver un docteur en technologie, qui détient des informations cruciales sur une attaque terroriste de grande ampleur. Quelques mois plus tard, en 2055, ce groupe terroriste anti-technologie, nommé KVA et dirigé par un certain Hadès, mène son attaque massive sur les centrales nucléaires du monde entier. Atlas ne parvient pas à enrayer l'attaque à Seattle et des dizaines de villes sombrent sous les accidents nucléaires. Les gouvernements sont grandement affaiblis.
Quatre ans plus tard, en 2059, Atlas est devenu la première société au monde, en fournissant des vivres, des soins, et des forces armées aux plus grands gouvernements de la planète. Après ces quatre années de traque, Atlas parvient à retrouver la trace du leader de la KVA en Grèce à Santorin. L'opération est un succès grâce à Mitchell qui parvient à trancher la gorge du chef du KVA avec sa coéquipière Ilona. Mais avant de mourir, Hadès leur confie des données mystérieuses concernant Jonathan Irons. Dans ces données, qu'ils consultent avec Gideon, il découvre que le docteur sauvé au Nigeria n'est jamais revenu aux États-Unis. Après avoir parlé des futures attaques du KVA, il fut exécuté par Irons (ce dernier voyant une occasion de faire prospérer sa société, quitte à laisser le KVA mener leurs actes terroristes. Mais ils sont remarqués : Mitchell et Ilona doivent donc fuir, Gideon ayant quant à lui décidé de rester dans les rangs d'Atlas malgré les révélations.
Durant leur fuite, ils sont aidés par l'ancien  sergent de Mitchell, Cormack, qui est le chef de l'unité secrète Sentinel, ainsi que son allié Knox. Cette dernière est chargée de la protection du territoire américain. Ils découvrent lors d'une mission à Bangkok que la société Atlas a pour but de mener une attaque à grande échelle sur les États-Unis, grâce à une arme bactériologique : Manticore. En réussissant à intercepter une cargaison en Antarctique, grâce à Gideon qui avait décidé de s'allier à Sentinel (il expliquera qu'il était resté à Atlas dans le but de trouver des réponses par lui-même), l'équipe découvrent qu'il s'agit d'un virus intelligent, portant des caractéristiques identiques au jeu Resident Evil 5 (Uroboros) : si l'ADN de la personne infectée n'est pas dans la base de données d'Atlas, elle est tuée en quelques secondes.
L'équipe Sentinel est alors envoyée en Bulgarie pour empêcher la fabrication du Manticore et son déploiement. Mais malgré leurs efforts, l'assaut est tout de même prêt à être mené, et afin de prévenir le monde de la puissance d'Atlas, Irons lance un assaut sur San Francisco, ce qui mène à la destruction du Golden Gate Bridge. L'armée américaine décide alors d'en finir : ayant identifié le lieu de lancement à la Nouvelle-Bagdad, ils lancent un assaut pour empêcher le lancement du missile qui infectera une dizaine de grandes villes américaines, provoquant des millions de victimes. Mais durant l'assaut de la Nouvelle Bagdad, Irons lance des drones qui sont en réalité Manticore, ces derniers explosent et libère des nuages de gaz, tuant Knox ainsi que l'armée américaine sur place. Mitchell, Gideon, Ilona, immunisés au virus car anciens employés d'Atlas, sont capturés et faits prisonniers dans une prison d'Atlas avec Cormack, où ils découvrent que des milliers d'innocents ont servi de cobayes humains pour le développement de Manticore.
Irons rencontre personnellement l'équipe. Cormack est blessé mortellement par balle par Irons, tandis que Mitchell perd l'usage de son bras bionique à cause de violents coups de barre de métal. Gideon et Ilona parviennent à se délivrer, et ils réussissent à s'évader de la prison. Cependant, le lancement du missile est imminent, et Cormack meurt de sa blessure en arrivant à la base de Sentinel. Une attaque ultime est menée au centre de lancement. Gideon et Mitchell, armés de lourdes armures Goliaths, parviennent in extremis à empêcher le lancement du missile en détruisant ses réacteurs. Dans leur fuite du complexe, ils cherchent à retrouver Irons, mais ce dernier parvient à immobiliser leurs exosquelettes, mais décide de ne pas tuer les deux protagonistes et tente alors de s'échapper. Mitchell parvient à retirer son exosquelette et rattrape Irons. Mais à la suite d'un saut, les deux protagonistes sont suspendus dans le vide, Irons étant accroché au bras bionique de Mitchell. Ce dernier sort alors son couteau et ampute son bras bionique, faisant tomber Irons qui le suppliait de le faire remonter. Mitchell est ensuite remonté par Gideon et dit que ceci n'est que le début, et que la guerre contre Atlas est loin d'être terminée.

### Personnages de la campagne
Le personnage principal du jeu est Mitchell. Il est accompagné de plusieurs personnages secondaires comme Gideon, Ilona, Cormack et Will Irons, qui le suivront en tant qu'allié au tout au long du jeu. Dans le registre des ennemis, on retrouvera Hades et Jonathan Irons.
- Mitchell : personnage principal, il s'engage dans les Marines avec son meilleur ami Will. Après le décès de celui-ci et la perte de son bras, Mitchell est réformé. Mais il obtient une nouvelle chance de combattre grâce à Jonathan Irons et son entreprise, ATLAS Corporation.
- Will : Fils de Jonathan Irons et meilleur ami de Mitchell, il s'engage chez les Marines pour s'éloigner de son père. Il succombera de l'explosion d'un lance-missiles Havok nord-coréen.
- Gideon : agent actif de la société ATLAS, il devient l'ami de Mitchell au fur et à mesure de l'histoire.  C'est un très bon soldat, faisant la fierté d'Irons. Il sauve Mitchell à la fin du jeu.
- Ilona : Ex-spetsnaz et travaillant pour ATLAS, elle accompagnera le héros tout au long du jeu et découvrira le secret que dissimulait Irons au sein d'ATLAS. Malgré son caractère et son apparence séduisante, Ilona se révèle être une farouche battante au combat.
- Cormack : Officier de Mitchell et Will chez les Marines, puis agent de SENTINEL, il aidera les héros à renverser Irons et la société ATLAS.
- Hades : Chef d'un groupe terroriste de grande ampleur, il mènera les attaques nucléaires, et deviendra ainsi une cible prioritaire pour le monde entier. Malheureusement, seul ATLAS réussira à l'arrêter.
- Jonathan Irons : D'abord ami, puis ennemi numéro un à partir du milieu du jeu à peu près, il aura laissé se perpétrer les attaques dévastatrices du KVA pour faire prospérer son entreprise et pour lui permettre d'arriver à ses fins.

## Système de jeu

### Campagne
À l'inverse des précédents Call of Duty qui faisaient suivre 2 ou 3, voire plus, de personnages en même temps, la campagne n'en suit qu'un seul, Mitchell, afin que le joueur ait un plus grand attachement avec lui. Cette technique n'a été utilisée qu'une seule fois dans la série avec Big Red One. L'histoire du jeu suit donc le parcours de Mitchell sur une dizaine d'années réparti sur 15 missions. Contrairement aux précédents opus, il n'y a pas de "briefing/débriefing" comme introduction aux missions du jeu mais uniquement des cinématiques (conçues en CGI ou Infographie tridimensionnelle précalculée), moyen employé d'une façon similaire dans Call of Duty 3. Le personnage de Mitchell ne parle d'ailleurs qu'au cours de ces cinématiques mais pas au cours des missions afin de rendre l'action plus immersive. Sledgehammer Games se place donc à mi-chemin entre Treyarch et Infinity Ward, le premier préférant un personnage pouvant parler tout au long du jeu et interagir avec les autres personnages tandis que le second préfère un personnage totalement muet afin d'améliorer son assimilation au près du joueur.
Sledgehammer Games a effectué un nombre important de recherches sur les avancées technologiques qui vont ou qui pourraient être utilisées à des fins militaires, on retrouve ainsi un arsenal d'armes diverses passant d'armes pouvant imprimer en trois dimensions et de façon continue leur propre munition, des armes à énergie dirigée, des grenades tout-en-un, etc. Mais la principale innovation apportée au jeu est l'exosquelette (ou EXO) qui donne un aspect vertical au gameplay du jeu. L'EXO permet au joueur de faire des sauts plus haut, d'avoir plus de force, d’amortir les chutes à l'aide d'un jet pack, etc. À chaque fin de niveau, le joueur débloque des points suivant la réalisation du niveau et ces mêmes points peuvent être utilisés sur un « arbre de compétence » permettant d'améliorer l'ensemble de l'EXO tout au long de la campagne.
En bonus, les développeurs ont placé plusieurs éléments de renseignement à travers la campagne pour apporter plus d'informations sur les personnages, l'univers du jeu, etc. La campagne permet également aux joueurs de débloquer des Supply Drop utilisables dans le multijoueur du jeu.

### Multijoueur
Le multijoueur de Advanced Warfare emprunte beaucoup du multijoueur de Call of Duty: Black Ops II. Michael Condrey, cofondateur de Sledgehammer Games, avouant lui-même que le multijoueur de ce dernier était de toute la série "son expérience multijoueur favorite". En effet, le jeu reprend le système Pick-10 (système attribuant 10 points au joueur pour créer sa classe, chaque élément coûtant un point) introduit dans Black Ops II et le rebaptise Pick-13 allouant cette fois 13 points. Les joueurs peuvent ainsi distribuer ces points suivant ce qu'ils veulent avoir dans leur classe; comme une arme principale, une arme secondaire, chacune des deux profitant d'accessoires, des atouts, des bonus, etc.
Ce n'est pas la seule fonctionnalité empruntée à l'opus du studio Treyarch, les Scorestreak reviennent dans cet opus. Comme leur nom l'indique, ce sont des bonus obtenus grâces aux scores marqués par les joueurs, chaque élimination, chaque assistance, chaque capture d'objectif, de défense d'objectif, etc. donne un score au joueur qui cumulés lui permettent d'obtenir des bonus conséquents. Dans le cas de Black Ops II, toutes les actions en lien avec la prise ou la défense d'objectif rapportées un score supérieur à une simple élimination d'ennemis afin d'encourager les joueurs à participer à des modes à objectifs. Plusieurs nouveautés font toutefois leur apparition, les Scorestreak sont désormais personnalisables, Sledgehammer voulant apporter une profonde personnalisation sur l'ensemble de son multijoueur. En effet, il est possible de les améliorer ou de modifier certaines de leur fonctionnalités en contrepartie d'une augmentation du score requis pour les obtenir. Ce système permet, cependant, d'obtenir plusieurs bonus en même temps si le joueur a attribué le même score à chacun de ses bonus. La seconde nouveauté vient du fait que certains de ces Scorestreak sont utilisables en coopération, un joueur obtenant, par exemple, un hélicoptère pourra ainsi le piloter mais également éliminer les soldats adverses et un coéquipier pourra le rejoindre pour, par exemple, marquer des cibles ou utiliser un armement secondaire.
Une nouvelle classe d'armes fait son apparition, appelée dans sa version originale Heavy Weapon, et inclut des armes à énergie dirigée ou bien encore les plus classiques armes lourdes telles que les mitrailleuses. De nouvelles armes comme des fusils imprimant en trois dimensions leur propre munition ou des armes plus "traditionnelles" de la série Call of Duty sont présentes dans le multijoueur de Advanced Warfare.
Une nouvelle fonctionnalité a été introduite pendant la création de classe, le Virtual Firing Range. Ce stand de tir provisoire permet aux joueurs d'utiliser et d'observer avant ou pendant les parties toutes les armes et leur fonctionnement contre des cibles afin d'être parfaitement satisfait de la classe créée.
Le multijoueur possède 15 prestiges (le système de prestige a été introduit dans Call of Duty 4: Modern Warfare), lorsque le joueur atteint le niveau maximum, ici niveau 50, il peut passer un Prestige et redémarrer à zéro. À l'issue des 15 prestiges, le joueur obtient le Master Prestige. Depuis le 3 mars 2015, Sledgehammer a ajouté 15 nouveaux Master Prestige ainsi le jeu possède désormais un total de 30 prestiges. Chacun des 15 Prestige Master donne accès à une arme Elite, à l'issue de ces 15 nouveaux prestiges le joueur obtient le Grand Master Prestige accompagné d'une nouvelle tenue personnalisée.
L'un des principaux thèmes abordés par le jeu est l'exosquelette et tout le multijoueur tourne autour de ce nouvel élément de gameplay qui apporte une toute nouvelle dimension de verticalité. En effet, de nouveaux mouvements ont été créés spécialement pour être utilisés avec ce qu'on appelle l'EXO. En plus du saut standard présent dans tous les Call of Duty, un saut plus haut et plus long, baptisé Boost Jump, permet d'atteindre des hauteurs qui ne pouvaient être atteintes dans les précédents opus. Le Boost Dodge permet d'esquiver toute menace en se décalant sur la droite ou la gauche ou bien encore faire un bond en arrière. Le Boost Dash est l'équivalent du Dodge mais lorsque le joueur est dans les airs, ce qui lui permet cette fois ci d’accélérer vers l'avant. Le Boost Slide rappelle la glissade disponible dans l'opus Call of Duty: Ghosts et enfin le Boost Slam qui permet de percuter voire d'écraser un adversaire au sol lorsque le joueur est dans les airs. L'EXO permet aussi d'effectuer des attaques de mêlées puissantes sans l'utilisation d'un couteau comme c'était le cas dans les précédents opus depuis Call of Duty 4: Modern Warfare. Malgré toutes ces nouveautés, et afin de satisfaire tous les joueurs, Sledgehammer Games a également ajouté une playlist "traditionnelle", dite Classic, désactivant tous les nouveaux éléments de gameplay liés à l'EXO pour retrouver un style de jeu proche des précédents opus.
Une nouvelle fonctionnalité fait également son apparition, l'EXO Ability. Ces capacités permettent par exemple de courir plus vite, d'avoir plus de vie, d'être silencieux, de posséder un bouclier, de flotter, etc. mais uniquement pendant quelques secondes. Une fois la capacité utilisée entièrement, n'étant pas rechargeable, seule une réapparition après une élimination au cours de la partie permettra de la réutiliser. Il est tout à fait possible d'avoir plus d'une capacité suivant le nombre de points restant à disposition lors de la création d'une classe. Les joueurs ont toujours la possibilité d'utiliser des grenades diverses tout au long du jeu mais la particularité est qu'elles seront lancées directement depuis l'EXO, cette fonction est ainsi baptisée EXO Launcher.
Une autre fonctionnalité introduite avec Advanced Warfare est le Supply Drop. Cette fonctionnalité permet lorsque le joueur réussi des défis ou suivant son temps de jeu d'obtenir des bonus tels qu'un Scorestreak utilisable une seule fois, des variantes d'armes (plus de 350 au total pour une dizaine par arme) et des éléments de personnalisation. Ces deux dernières catégories sont réparties sur trois niveaux de rareté : Enlisted, Professional et Elite, le premier étant le plus commun à obtenir et le troisième le plus rare. Ces éléments, une fois débloqués, sont déplacés dans un menu appelé "Armurerie" et y reste de façon permanente. Le joueur peut ainsi bénéficier d'une variante rare d'une arme qu'il chérie ou d'un éléments de personnalisation peu commun. Les variantes d'armes se caractérisent par un nom différent, un camouflage différent et des caractéristiques d'armes différentes par rapport à l'arme de base, ces variantes peuvent parfois posséder un accessoire non amovible. Depuis le 3 mars 2015 sur Xbox One, des Advanced Supply Drop ont été mis en place, pouvant être acheté directement via la boutique du jeu individuellement ou par paquet de 3, 5 ou 10. Ces packs contiennent trois éléments parmi des variantes d'armes, des éléments de personnalisation ou d'autre bonus. Certains éléments de personnalisation sont d'ailleurs exclusifs à ces packs payants.
La personnalisation a été mise en avant par Sledgehammer Games depuis l'annonce du jeu. La personnalisation de son soldat introduite dans Ghosts permettait de créer un soldat parmi 20 000 combinaisons différentes. Dans Advanced Warfare, c'est plus de 2 milliards de combinaisons qui sont présentes dans le jeu avec le système Creat-An-Operator (en écho à Creat-A-Class depuis le premier Modern Warfare et Create-A-Soldier de Ghosts). On peut ainsi modifier le sexe (durant une interview accordée à Polygon, les deux fondateurs du studio ont indiqué que les femmes seront représentées dans le multijoueur du jeu comme ce fut le cas pour Ghosts), la couleur de peau et tout ce qui touche à l'esthétique du plastron aux simples bottes en passant par le couvre-chef, l'exosquelette ou encore les gants. L'éditeur d'emblèmes introduit par Treyarch dans les épisodes Black Ops fait également son retour. Les joueurs créent leur propre emblème visible de tous et peuvent le placer sur leur exosquelette.
Le jeu contient à sa sortie 13 cartes dans sa version de base. Le Season Pass et les éditions collector (ATLAS et ATLAS Pro) du jeu possèdent cependant une carte supplémentaire appelée "ATLAS Gorge" qui est un remake de la carte "Pipeline" du premier Modern Warfare, il s'agit du seul remake sur les 14 cartes présentes dans le jeu à sa sortie. Certaines de ces cartes possèdent un événement dit "dynamique" (apparu pour la première fois dans Black Ops II mais réellement mis en avant dans Ghosts), parmi celles-ci certaines ont un événement qui se répète toujours de la même façon et au même moment à chacune des parties, d'autres ont des événements qui dépendent des bonus obtenus par les joueurs, d'autres encore ont les deux à la fois et finalement certaines n'en ont aucun.
Le multijoueur est composé de 11 modes de jeux de base (contre les 13 modes annoncés). On y retrouve les classiques Team Deathmatch, Search and Destroy, Domination, Free For All ou encore Capture the Flag. Le retour du mode Hardpoint de Black Ops II très apprécié par les joueurs occasionnels comme professionnels. Les modes Kill Confirmed et Infected introduits dans Modern Warfare 3 celui-ci étant uniquement disponible dans la playlist Bonus et le mode Search and Rescue introduit par Infinity Ward dans Ghosts. Les modes TDM, SnD, KC et HP étant également disponibles dans une playlist dite Hardcore. Les playlists Hardcore et Classic sont d'ailleurs limitées à ces quatre modes de jeux. En décembre 2014, un nouveau mode de jeu apparaît, One Shot uniquement constitué de 5 classes utilisant un fusil de précision. Le mode Gun Game introduit dans Call of Duty: Black Ops (où les joueurs obtenaient une nouvelle arme à chaque élimination) d'abord annoncé avant la sortie ne fut disponible que le 13 février 2015

Deux nouveaux modes sont également présents, le mode Momentum qui reprend le principe du mode War de Call of Duty 3: En marche vers Paris et Call of Duty: World at War. Ce mode oppose deux équipes qui doivent prendre 5 drapeaux présents sur la carte, plus le nombre de drapeaux capturés est élevé plus le nombre de points remportés augmente, l'équipe ayant le plus de point gagne la partie. La particularité du mode est que plus l'équipe élimine d'adversaire, plus la prise de drapeau est rapide, un premier palier avec une prise 2 fois plus rapide et un dernier palier "Momentum" avec une prise 3 fois plus rapide avant de revenir au palier inférieur.

Le mode Uplink oppose deux équipes et consiste à attraper un drone placé aléatoirement dans la carte et de l'amener dans le camp adverse. Il suffit de lancer le drone dans la zone adversaire ou de se jeter dedans pour marquer des points, la dernière solution rapportant un nombre de points plus important. Le porteur du drone perd ses armes mais possède une armure supplémentaire, d'un point de vue stratégique, envoyer le drone face à un adversaire pour ensuite l'éliminer se relève être une bonne tactique.
Un mode de jeu d'introduction au multijoueur constitué de bots est aussi présent, baptisé Combat Readiness Program. Ce mode permet aux joueurs débutant d'affronter des équipes de bots seuls ou avec d'autres joueurs dans les différents modes de jeux disponibles dans cet opus. Étant une introduction au multijoueur, certaines fonctionnalités de ce dernier ont été enlevées comme la Killcam emblématique de la série Call of Duty depuis ses débuts, le tableaux des scores de fin de partie et le chat audio, il n'y a également aucun évolution de rang ni aucun point d'expérience. Le mode, cependant, offre au fur et à mesure des Scorestreak afin que les joueurs puissent s’entraîner avant de se lancer dans le multijoueur en ligne.

### EXO Survival
Le mode coopératif EXO Survival, présenté fin septembre 2014, reprend les bases du mode Survie de Call of Duty: Modern Warfare 3. Michael Condrey, cofondateur de Sledgehammer Games considérant le mode Survie de Modern Warfare 3 comme son « expérience coopérative favorite » de toute la série. Le mode est jouable à 4 en ligne ou en local à 2 joueurs en écran scindé sur des cartes disponibles dans le mode multijoueur. Les joueurs doivent survivre à des vagues successives d'ennemis contrôler par l'IA du jeu. Les joueurs débloquent des nouveautés et de nouvelles cartes après avoir joué un certain nombre de manche (pas nécessairement de façon consécutives, plus les joueurs jouent aux modes plus ils débloquent de contenus), ces nouveautés sont réparties sur 4 échelons atteints toutes les 25 manches. En plus de simple vague d'ennemis à éliminer, les joueurs doivent aléatoirement réussir des manches avec objectifs où il faut collecter des renseignements sur les cadavres ennemis pour obtenir de nouvelles améliorations. Dans le cas contraire, les joueurs reçoivent des malus comme une carte floue ou des tourelles faisant feu sur eux. À chaque fin de manche, les joueurs peuvent améliorer leurs armements avec les points obtenus durant la manche. Le mode possède 3 classes, Light qui confère rapidité mais faible puissance de feu, Heavy pour une puissance de feu accrue mais une lenteur non négligeable et enfin Special qui se situe entre les deux précédentes. Les joueurs tombés à terre peuvent être réanimés par leurs alliés. Ce mode, comme pour le mode campagne et multijoueur, exploite les nouveautés de gameplay introduit avec l'exosquelette que ce soit pour les joueurs ou pour les bots ennemis. Comme dans la campagne du jeu (et évidemment le multijoueur), le mode EXO Survival permet aux joueurs de débloquer des Supply Drop utilisables dans le mode multijoueur.
Le mode présente également une carte contenant une vague bonus (avec un succès associé) où les ennemis "humains" sont remplacés par des "zombies" faisant écho au mode "Zombies" des épisodes du studio Treyarch (World at War, Black Ops et Black Ops II),. Cette manche bonus servant d'introduction au mode EXO Zombies. Pour affronter les zombies, il faudra terminer la manche 10 en affrontant un AST. À ce moment-là, des Manticores apparaîtront sur le champ de bataille avant d'exploser et d'assommer le joueur. Après ça, il faudra survivre à des vagues de zombies pendant 2 ou 3 minutes. Une fois les exosquelettes réactivés, il faudra faire face aux ennemis pendant une minute avant de débloquer le cinématique d'introduction au mode Exo Zombie en allant dans la cour de la prison pour être récupéré par Gideon.

### EXO Zombies
Le 26 novembre 2014, Sledgehammer Games présenta officiellement le mode EXO Zombies. Une bande annonce datée du 19 décembre 2014, dévoile la présence de quatre acteurs hollywoodiens : John Malkovich, Bill Paxton, Rose McGowan et Jon Bernthal. Chacun d'eux ayant déjà participé à une production dans le thème d'une pandémie, de l'apocalypse et/ou des zombies, respectivement les films Warm Bodies, The Colony, Planète Terreur et la série The Walking Dead.
Ce n'est d'ailleurs pas la première fois qu'un tel casting est réuni pour contrer la menace zombies dans Call of Duty. Ainsi en 2010 avec Black Ops ce sont les acteurs Michael Rooker (The Walking Dead), Danny Trejo (Machete), Sarah Michelle Gellar (Buffy contre les vampires) et Robert Englund (la saga de films Freddy) qui s'attaquèrent aux mort-vivants sur une carte nommée Call of the Dead se déroulant en plein tournage d'un film d'horreur de George A. Romero. En 2012 avec Black Ops II, les acteurs Ray Liotta (Les Affranchis), Michael Madsen (Donnie Brasco), Chazz Palminteri (Coups de feu sur Broadway) et Joe Pantoliano (la série Les Soprano) reprirent leur rôle de "mafioso" sur la carte Mob of the Dead se déroulant dans une version alternative de la prison d'Alcatraz dans les années 1930.
Le mode et sa première carte Outbreak est disponible depuis le 27 janvier 2015 sur Xbox et le 26 février sur PlayStation et PC. Il reprend les grandes bases du mode Zombies introduit par Treyarch depuis 2008 avec Call of Duty : World at War. On y retrouve ainsi une progression par manches avec des points provenant d'éliminations de différents types de zombies (le nombre de points variant selon le nombre de coup et l'endroit visé), pouvoir réanimer ses coéquipiers, des atouts améliorant le gameplay, allumer le courant/des générateurs, utiliser des pièges, des armes disponibles de façon fixe ou aléatoire sur la carte en utilisant les points obtenus, des portes et des voies à ouvrir avec ces mêmes points, obtenir des bonus Power-Up (Doublant les points, plus de munitions, tuer en un coup, etc.), la possibilité d'améliorer ses armes, des armes uniques au mode ainsi qu'un secret à réaliser. Parmi les nouveautés, la principale est l'utilisation des exosquelettes que cela soit pour le joueur ou les zombies, l'utilisation de Scorestreaks provenant du multijoueur, la possibilité d'être contaminé par les zombies et d'avoir moins de 60 secondes pour être décontaminé, etc.

## Développement

### Annonce
Un nouvel épisode Call of Duty a été confirmé par le studio Sledgehammer Games le 5 février 2014 et par Activision le 6 février après une première confirmation au lendemain de la sortie de Call of Duty: Ghosts, le 6 novembre 2013. L'entreprise annonça que le développement de l'épisode Call of Duty de 2014 était sous la responsabilité de Sledgehammer Games qui avait travaillé avec Infinity Ward sur le développement de Call of Duty: Modern Warfare 3. Dans le même temps, Activision annonça la mise en place d'un cycle de 3 ans de développement d'un épisode Call of Duty. Ce cycle permet aux studios de « peaufiner le jeu et le contenu téléchargeable ».
Durant la GDC, le 21 mars 2014, Glen Schofield, cofondateur du studio Sledgehammer Games, déclara que le Call of Duty de 2014 était "le jeu le plus ambitieux et créatif" qu'ils n'aient jamais fait. Durant cette GDC, une image représentant un modèle de personnage issu du jeu fut brièvement montrée. Ce n'est qu'un mois plus tard que le site IGN révéla l'image en question.
Le 1er mai 2014, le site officiel est mis à jour, dévoilant une image hachurée et un compte à rebours pour le 4 mai 2014. Dans l'image est contenu plusieurs liens amenant à la chaine Youtube de Call of Duty ainsi qu'à divers liens à propos des Sociétés militaires privées. Sur les réseaux sociaux, Activision annonce "une nouvelle ère" (utilisant l'Hashtag #ANewEra). Le même jour, le site américain GameInformer dévoile une image inédite du jeu et annonce l'arrivée de nouvelle infos exclusives pour le 4 mai 2014.
Le 2 mai 2014, à la suite de la fuite de la bande annonce prévue pour le dimanche 4 mai, Activision dévoile la première bande annonce du jeu sur la chaîne YouTube de Call of Duty et confirme le nom du jeu "Advanced Warfare", la bande annonce dévoile également la jaquette et la date de sortie fixée au 4 novembre 2014.
Le 11 août 2014, en marge de la gamescom, Activision a annoncé la mise en place d'une édition Day Zero pour toutes les personnes ayant précommandé le jeu dans sa version standard ou collector. Cette édition permet un accès anticipé de 24h au jeu, c'est-à-dire le 3 novembre, avec la mise en place d'un Double XP qui permet aux joueurs d'obtenir deux fois plus de points d'expérience. Elle inclut également deux armes personnalisées exclusives, l'arbalète-B2 et l'AK-12G, ainsi que tout le contenu du pack de précommande Advanced Arsenal.

### Déroulement
Le développement du titre commença immédiatement après celui Modern Warfare 3, Sledgehammer Games quadruplant d'effectif pendant les 3 années de développement, passant d'une soixantaine de développeurs à une équipe de plus de 220 personnes,.
Le développement du titre se déroule en priorité sur la huitième génération (Xbox One et PlayStation 4) comme l'explique Eric Hirshberg, le directeur général d'Activision à IGN. Cependant, face au nombre encore important de joueurs sur la précédente génération de consoles, le titre sortira également sur Xbox 360 et PlayStation 3 sans oublier la version PC Microsoft Windows. SledgeHammer Games s'occupe en priorité des versions PC, Xbox One et PS4 avec l'aide de Raven Software, le portage des versions Xbox 360 et PS3 est quant à lui assuré par High Moon Studios. Michael Condrey confirma le 20 août 2014 qu'aucune version Wii U de Advanced Warfare n'était prévue.
L'écriture du scénario a pris à lui seul 2 ans et demi de rédaction, SHG voulant raconter une histoire la plus immersive possible pour le joueur.
À l'instar des épisodes Call of Duty: Black Ops et Call of Duty: Black Ops II, le jeu utilise la technique de Performance Capture afin de recréer de façon immersive et réaliste les expressions des visages des acteurs/personnages. C'est plus particulièrement la technique employée dans le futur Avatar 2 de James Cameron qui est à l'honneur dans cet épisode. La Performance Capture a été réalisée au sein de la société Giant Studios spécialisée dans la capture de mouvement ayant déjà participé à des productions filmiques comme Avatar ou encore la saga Le Seigneur des anneaux. Les cinématiques en CGI présentes dans la campagne solo, l' EXO Survival ainsi que l'EXO Zombies ont été produites par le studio hongrois Digic Pictures.

### Moteur graphique
Dans le numéro de juin 2014 de Game Informer, Michael Condrey indique que le jeu est conçu sur « un nouveau moteur graphique ». Le studio indique également à EDGE que le moteur du jeu a été en majorité refait depuis ses fondements, gardant cependant des lignes de code du précédent moteur, SHG visant un rendu « photo-réaliste » pour le jeu. Eurogamer indique que le reveal trailer du jeu tournait avec une résolution légèrement inférieure à 900p sur Xbox One (précisément 1568x882p) et possédait une fluidité plus faible que les précédents en tournant entre 30 et 60 images par seconde,. Ce n'est que lors de la gamescom et la prise en main du multijoueur qu'il s'est avéré que le jeu avait été optimisé depuis, tournant avec une résolution native de 1600x900p sur Xbox One (contrairement au 720p natif pour Call of Duty: Ghosts réarrangé en 1080p) pour une fluidité parfaite de 60 images par seconde. Le 3 novembre, Michael Condrey précisa que la résolution sur Xbox One avait été modifié et que le jeu tournait désormais dans une résolution native de 1360x1080p (réarrangé par la suite en Full HD, 1920x1080p) et en profite pour apporter des premières informations sur la résolution sur PlayStation 4, le jeu tournant avec une résolution native de 1920x1080p. Les deux jeux possédant une même fluidité de 60 images par seconde.

### Audio
Dès l'arrivée de la première bande annonce, l'acteur Kevin Spacey est confirmé dans le casting du jeu. Il a été annoncé que Mitchell, personnage incarné par le joueur, est interprété par Troy Baker connu pour son travail dans de très nombreuses œuvres vidéo-ludiques. Une partie du casting a été révélée par l'IMDb le 10 mai 2014.
La bande originale du titre a été confiée à Harry Gregson-Williams qui avait déjà œuvré sur la bande originale de Call of Duty 4: Modern Warfare ainsi qu’au groupe Audiomachine (plusieurs de leurs morceaux avaient été utilisés auparavant dans les bandes-annonces de précédents opus).
Don Veca, Audio Director chez SHG connu pour son travail sur la saga Dead Space, indiqua que le studio avait créé un tout nouveau moteur audio pour le jeu et grâce à l'arrivée des consoles de nouvelle génération, n'avait plus besoin de tout compresser apportant ainsi une meilleure qualité sonore. L'équipe Audio du studio vise également la création du son produit par le recul des armes à feu mais également le sentiment de pression sur la poitrine ressenti lors du recul.

### Version PC
Sur PC, il est nécessaire, comme pour tous les jeux de la franchise sortis entre 2009 et 2018, de posséder la plateforme Steam pour le lancement du jeu, et d'accepter l'Accord de Souscription Steam pour pouvoir activer le jeu et procéder à son installation.

## Contenus téléchargeables
Comme c'est le cas depuis 2010 avec l'entrée en vigueur du partenariat entre Activision et Microsoft (et son renouvellement en 2012), le contenu téléchargeable est en exclusivité temporaire sur Xbox One et Xbox 360. Le 29 juillet 2014, Activision annonce la mise en place d'un Season Pass, comme c'est le cas depuis Black Ops II en 2012, permettant d’accéder sans frais supplémentaire à 4 packs de cartes multijoueur en 2015 ainsi qu'à la carte ATLAS Gorge dès la sortie du jeu, le 3 et 4 novembre 2014. Du contenu relatif aux "zombies" présents dans le mode EXO Survival (le mode EXO Zombies) sera également inclus dans le Season Pass et les packs de cartes.

### Havoc
« Havoc » (D'abord annoncé Ravages dans sa version française) est le premier pack de cartes pour Advanced Warfare. Le pack a été officialisé le 28 octobre 2014 et disponible sur le Xbox Live (Xbox One et Xbox 360) le 27 janvier 2015,, et le 26 février 2015 sur PlayStation 4, PlayStation 3 et le 3 mars 2015 sur PC après un report faisant suite à un problème rencontré lors de sa mise en place.
- Il contient quatre cartes multijoueurs :
  - « Sideshow » se déroulant dans un motel abandonné près de la Devils Tower dans le Wyoming. La carte possède un scorestreak créant un barrage d'artillerie.
  - « Core » se déroulant dans les ruines d'une centrale à fusion nucléaire dans le désert de Gobi. La carte possède un scorestreak où des drones de décontamination peuvent éliminer les joueurs adverses.
  - « Drift » se déroulant dans une station de ski dans les Montagnes Rocheuses. Cette carte possède un événement dynamique (indépendant des actions des joueurs) qui crée une avalanche modifiant son aspect.
  - « Urban » se déroulant dans une mégastructure futuriste à Dallas. Cette carte possède un événement dynamique qui enclenche des portes blindées qui se ferment ou s'ouvrent suivant les situations.
- « Outbreak », le premier chapitre du mode EXO Zombies (introduit par la dernière carte du mode EXO Survival)[28] se déroulant dans une usine secrète de recherche et développement en biogénétique de la compagnie ATLAS où quatre employés (Oz, M. Kahn, Lilith et Decker) se retrouvent bloqués après une évacuation ratée et doivent affronter les zombies qui ont pris d'assaut l'usine, ils sont incarnés respectivement par : John Malkovich, Bill Paxton, Rose McGowan et Jon Bernthal.
- Une arme et une variante : Ces deux armes étant disponibles depuis le 11 décembre 2014 pour les possesseurs du Season Pass sur Xbox One et Xbox 360[60] et le 13 janvier 2015 sur PlayStation 3, PlayStation 4 et PC[61].
  - « AE4 »
  - « AE4 Widowmaker » (trad. litt. : « AE4 Faiseur de veuve »)

### Ascendance
« Ascendance » (D'abord annoncé Ascension dans sa version française) est le deuxième pack de cartes pour Advanced Warfare. Le pack a été officialisé le 28 octobre 2014 et est sorti le 31 mars 2015 sur Xbox Live et sorti le 30 avril sur PlayStation 4, PlayStation 3 et PC.
- Il contient quatre cartes multijoueurs :
  - « Perplex » se situant dans un complexe immobilier modulaire à Sydney, des drones de constructions déplaceront les modules créant de nouveaux passages.
  - « Site 244 » se déroulant au Mont Rushmore où un vaisseau extra-terrestre s'est écrasé. Des spores aliens présentes sur la carte permettront d'améliorer les Exo Abilities et les atouts.
  - « Climate » se situant dans une utopie luxuriante créée par l'homme. Les marées présentes pourront se révéler être un obstacle ou un danger pour les joueurs.
  - « Chop Shop » se déroulant dans un marché clandestin d'exosquelette protégé par des tourelles micro-ondes.
- « Infection » le second chapitre du mode EXO Zombies se déroulant dans un fast-food Burgertown avec les 4 personnages déjà rencontrés dans la map Outbreak.
- Il contient une arme et une variante : Ces deux armes étant disponibles depuis le 3 mars 2015 pour les possesseurs du Season Pass sur Xbox One et Xbox 360[15],[64] et le 2 avril sur PlayStation 4, PlayStation 3 et PC.
  - « Ohm »
  - « Ohm Werewolf » (trad. liit. : « Ohm Loup-garou »)
- Le pack introduit également une nouvelle Exo Ability nommée Exo Grappling directement issue du grappin présent dans le solo du jeu cette fonctionnalité, qui avait été annoncé avant la sortie du jeu tout en précisant qu'elle ne serait pas présente le jour de la sortie[65], permettra aux joueurs d'accéder aux zones élevées plus rapidement mais également servir d'arme secondaire pour éliminer les autres joueurs dans une playlist spécifique aux cartes du pack.

### Supremacy
« Supremacy » (D'abord annoncé Suprématie dans sa version française) est le troisième pack de cartes pour Advanced Warfare. Le pack a été officialisé le 28 octobre 2014 et sorti le 2 juin 2015 sur Xbox One et Xbox 360 et prévu pour le 2 juillet 2015 sur PlayStation 4, PlayStation 3 et sur Steam.
- Il contient quatre cartes multijoueurs : 
  - « Parliament » se déroulant sur un cargo militaire accosté sur la Tamise près du Parlement Britannique.
  - « Kremlin » se situant sur la fameuse Place Rouge à Moscou.
  - « Compound » se déroulant dans un camp d'entrainement d'Atlas Corporation au Colorado.
  - « Skyrise » se situant sur le toit de buildings en construction à Athènes. Cette carte est un remake de la carte Highrise de Modern Warfare 2.
- « Carrier  », le troisième chapitre du mode Exo-Zombies se déroulant à bord d'un imposant navire d'Atlas. La carte introduit un nouveau personnage appelé Lennox joué par l'acteur Bruce Campbell. En plus de nouveaux Zombies, la carte apporte de nouvelles armes et atouts, une équipe d'Atlas venue éliminer le joueur mais également une équipe Sentinel en renfort.

### Reckoning
« Reckoning » (D'abord annoncé Jugement dans sa version française) est le quatrième pack de cartes pour Advanced Warfare. Le pack a été officialisé le 28 octobre 2014
Descent : Exo Zombie. Descent est le dernier chapitre du mode Exo Zombie. Cette carte se situe sur et sous l'eau dans une base sous-marine. Oz ayant survécu à l'explosion du navire du groupe Sentinel (secret de la carte Carrier), les quatre protagonistes (Lilith, Dekers, Kahn et Lennox) doivent l'arrêter car celui-ci veut la mort de Lennox (qui l'a tué lors de leur combat dans Infection) et qu'il a pris le contrôle de la base sous-marine. La carte contient une nouvelle arme à plasma qui rebondit un peu partout et l'apparition du XS1 Goliath. La carte contient un « boss » à battre qui est Oz. À la manche 6, Oz fera téléporter les joueurs dans une pièce et essayera de les tuer. Les joueurs devront alors détruire les zones d'apparition où Oz sera et aussi détruire les tourelles qui attaqueront les joueurs. Oz sera alors « blesser » et, à la manche 20, un « boss mutant » fera irruption. Oz se transformera et les joueurs devront le tuer. À la fin de ce combat, on apprend que Oz est celui qui et à l'origine de l'infection. On apprend aussi ce qui suit les événements :
• Lilith se jure de venger Oz d'Atlas en s'alliant avec Kahn pour détruire Atlas Corporations, et s'il arrive à gagner leurs procès, elle videra leurs comptes bancaires.
• Kahn, lui, veut faire un procès à Atlas avec les preuves qu'il a pu accumuler au fil des endroits où il a été avec les autres protagonistes, Lilith l'aide à pirater les ordinateurs d'Atlas pour accumuler des preuves de leurs projets futurs.
• Lennox est promu sergent chef major des Sentinels et prépare, avec Deker qui l'a rejoint il y a peu, une guerre envers Atlas Corporations.
• Deker rejoint les Sentinels grâce à Lennox qui a fait une demande et va faire une guerre envers son ancien employeur d'Atlas.
La fin de la cinématique montre la crémation improvisée de Oz en mutant par Lilith, qui se jure de le venger. Puis, on apprend ce qui advient du futur des trois protagonistes restants et on peut ensuite apercevoir des cuves remplies de cadavres ressemblant extrêmement à Oz. Un de ceux-ci ouvre alors les yeux, laissant un doute quant à la fin de l'histoire.

### Pack de personnalisation
- Divers packs contenant un camouflage, une carte d'argent, 3 réticules, une couche d'emblème :
  - Lightning, Creature, Nanothech et Magma disponibles le 16 décembre 2014 sur le Xbox Live et le 15 janvier 2015 sur le PlayStation Network et Steam au prix de 1,99 € l'unité.
- Des packs contenant un exosquelette et un casque assortis :
  - Allemagne, Australie, Canada, Espagne, États-Unis, France, Italie, Japon, Pays-Bas, Royaume-Uni disponibles le 16 décembre 2014 sur le Xbox Live et le 15 janvier 2015 sur le PlayStation Network et Steam au prix de 1,99 € l'unité.
  - Barong, Hot Rod, Panda, Steampunk disponibles le 16 décembre 2014 sur le Xbox Live et le 15 janvier 2015 sur le PlayStation Network et Steam au prix de 2,99 € l'unité.
- Des packs premium comprenant un camouflage, une carte d'argent, 3 réticules, une couche d'emblème, un exosquelette et un casque assortis :
  - Lightning Premium, Creature Premium, Nanothech Premium et Magma Premium disponibles le 16 décembre 2014 sur le Xbox Live et le 15 janvier 2015 sur le PlayStation Network et Steam au prix de 3,99 € l'unité.
  - Championship Premium aux couleurs de l'édition 2015 du tournoi international annuel organisé par Activision disponible depuis le 10 février sur le Xbox Live et le 12 mars sur le PlayStation Network et Steam au prix de 3,99 €.

### Autres
- Un pack de personnalisation Advanced Warfare pour Call of Duty: Ghosts (contenant un écusson, un réticule, un camouflage, une carte d'agent et un fond de joueur) sur PlayStation 3 et Playstation 4 ainsi que pour Call of Duty: Black Ops II (contenant un camouflage, 3 réticules et une carte d'agent) sur PlayStation 3 disponible le 13 mai 2014 après pré-commande.
- Le pack de précommande Advanced Arsenal contenant pour le jeu un exosquelette en laiton ainsi qu'une arme à énergie dirigée en laiton, le EM1 Quantum[68].
- Le carte ATLAS Gorge d'abord contenue dans les éditions collectors et le Season Pass, disponible depuis le 10 février 2015 sur le Xbox Live, le 12 mars sur Steam et le 18 mars en Europe sur le PlayStation Network au prix de 4,99 €.
- Cinq packs d'emplacements supplémentaire permettant de garder plus d’éléments provenant des Supply Drop, disponible depuis le 10 février 2015 sur le Xbox Live et le 12 mars sur le PlayStation Network et Steam au prix de 1,99 €
- Un pack permettant d'augmenter le nombre de classes personnalisées (au nombre de 50) pour le joueur, disponible depuis le 10 février 2015 sur le Xbox Live et le 12 mars sur le PlayStation Network et Steam au prix de 4,99 €

## Compétition
Très tôt après l'annonce de leur implication dans le prochain Call of Duty, Michael Condrey indiqua via son compte Twitter que le studio supportera la communauté « eSports » et la compétition en général et ils se donnent à « 100% » pour apporter la meilleure expérience,.
Avec Black Ops II, la compétition (ou eSports) a pris une très grande ampleur au sein de la série Call of Duty et Sledgehammer Games continue sur cette lancée en reprenant des fonctionnalités introduites dans l'opus de Treyarch. Un mode Broadcast est présent pour observer le déroulement des parties et commenter les actions (le jeu supportant les LAN), ce mode a également la possibilité de montrer tous les joueurs (qu'ils soient cachés par le décor, des murs, etc. où ils sont montrés en surbrillance) aux spectateurs mais aucune accessible aux joueurs. À cela s'ajoute, pour les parties privées, un ensemble de règles concernant la compétition applicable ou non comme c'était le cas avec les options #CODeSports de Call of Duty: Ghosts. Parmi les modes multijoueur utilisés pour la compétition, on retrouve le très apprécié Hardpoint, ainsi que Capture the Flag mais également le mode Domination sur plusieurs manches.
Une autre grosse fonctionnalité reprise de Black Ops II est le mode League. En effet, Sledgehammer Games a déclaré durant la gamescom la mise en place d'une playlist classée (prise en compte et évolution du rang et des points d'expérience) ordonnée en 7 divisions (contre 6 pour Black Ops II). Cette playlist possède des saisons mensuelles (dont la première saison démarre le 9 janvier 2015 pour s'achever le 31 janvier) où les joueurs s'affrontent pour gagner des niveaux et passer à la division suivante, suivant leur performances et leur classements ils recevront des éléments de personnalisations spéciaux,,,.
Les Clans et Clan Wars de Call of Duty: Ghosts sont également présents dans Advanced Warfare. Les clans actifs de Ghosts sont transférés sur Advanced Warfare, les clans vainqueurs et placés dans de hautes divisions reçoivent ainsi un exosquelette exclusif. Une application mobile (disponible le 3 novembre sur iOS, Android, Windows et Kindle) permet de gérer son clan, de créer les emblèmes du clan et d'autres fonctionnalités de personnalisation mais également pouvoir se tenir au courant de tout ce qu'il se passe durant les Clan Wars. La première Clan War démarrant officiellement le 5 décembre 2014 et s’achevant le 8 décembre 2014 après des pré-qualifications le 22 et 23 novembre (annoncée auparavant pour le 26 novembre et 1er décembre ainsi que des pré-qualifications le 15 et 16 novembre).
La saison de compétition sur Advanced Warfare démarre avec le premier événement "eSportif", organisé par la MLG à Ohio, entre les 28 et 30 novembre 2014. Les 144 meilleures équipes mondiales s'affrontent durant ces 2 jours pour 25 000 $ de prix. À la fin du week-end, c'est finalement l'équipe américaine FaZe qui remporta la première place et 10 000 dollars battant l'équipe américaine OpTic Gaming (qui remporte 6 000 dollars). À noter que cette grande finale a été beaucoup suivi sur Internet avec des pointes à plus de 200 000 spectateurs (ou viewers).
Le 8 janvier 2015, Activision annonce la mise en place du Call of Duty Championship pour la troisième année consécutive avec un « cash prize » d'un million de dollars. Le tournoi prendra place à Los Angeles entre le 27 et 29 mars 2015 où verront s'affronter les 32 meilleures équipes mondiales pour la première place du podium (et 400 000 $),, c'est finalement l'équipe Denial Esports qui remporta la première place face à la Team Revenge. Les équipes françaises furent, quant à elles, éliminées dès le début du tournoi. Une nouveauté pour l'édition 2015, Activision permet aux fans de venir assister à l’événement en mettant en place deux offres, une à 50 $ et la seconde à 100 $. Cette dernière permet notamment d'avoir un emplacement VIP pour assister aux divers matchs.

## Accueil
- Canard PC : 6/10[85]
- Electronic Gaming Monthly : 9/10[86]
- Game Informer : 9/10[87]
- Gamekult : 5/10[88]
- GameSpot : 8/10[89]
- IGN : 9,1/10[90]
- Jeuxvideo.com : 18/20 (PS4/XONE)[91] - 17/20 (PS3/X360/PC)[92]
- Joystiq : 4/5[93]
- Polygon : 9/10[94]